# Сахарная мануфактура Раве

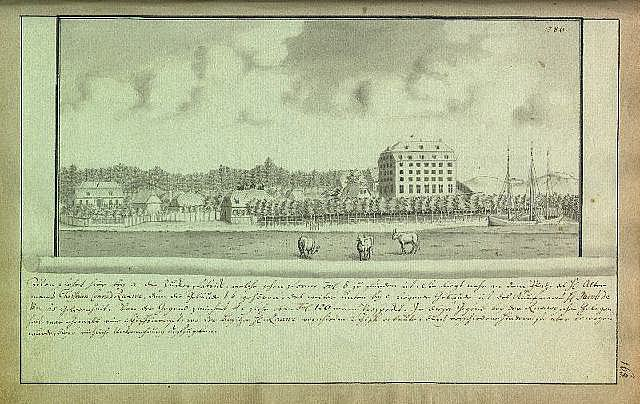
Изображение мануфактуры из коллекции И.К. Броце (1786).

Сахарная мануфактура Раве была старейшим предприятием рижского промышленного района «Александровские высоты», которое в 1784 году было построено рижским домовладельцем, старейшиной Большой гильдии Христианом Конрадом Раве. Это был первый сахарный завод в регионе.

## История
Рижский домовладелец Христиан Конрад Раве, выходец из Виндавы, начал предпринимательскую деятельность с верфи, основанной на Александровских высотах в 1760-е годы. Однако проект не удался. 26 февраля 1784 года он с сыном Иоганном Георгом и другими купцами учредили в Риге акционерное общество по переработке сахара-сырца, импортируемого морским транспортом. 
Для изготовления сахара Раве использовал аппарат, привезённый из Швеции.  В акционерном обществе изначально было 9 членов, поделивших между 80 акций, по 500 талеров каждая. Позднее количество акционеров выросло до 32, а число акций – до 120.
Акционерное общество приобрело у владельцев поместья Дунте участок земли, на котором построило каменное четырёхэтажное здание для фабрики длиной в 100 и шириной в 40 футов. На производстве первоначально работали 13 человек: 1 мастер-иностранец, 7 подмастерьев и вспомогательные рабочие. Сахар производился на 3 сковородах, имелось 12 000 форм для создания сахарных голов. На мануфактуре были  построены склад и несколько деревянных жилых домов.
Год от года мануфактура расширялась за счёт строительства новых зданий и совершенствования оборудования.
Основным сырьем для сахарной мануфактуры Раве был тростниковый сахар-сырец, который ввозился через Рижский порт. Произведенный сахар и сироп продавались в Лифляндской губернии, Курляндии, Виленской губернии и России. 
Первоначально акции приносили владельцам по 5% дивидендов в год. Пик доходности владельцам обеспечила Отечественная война 1812 года: импорт готового сахара упал, спрос на произведённый на месте вырос, и каждая акция принесла доход более чем вчетверо больше номинала: 2 227 талеров. Такой успех побудил других купцов открыть своё сахарное производство, однако все их подкосило снижение таможенного тарифа в 1816 году. Цены на импортный сахар упали, что сказалось на работе рижских промышленников. Унаследовавший мануфактуру Иоганн Георг Раве умер с долгами в размере 25 000 рублей.
В 1824 году дочь Раве продала предприятие Иоганну Рикерту. В 1850-х годах основным сырьем для производства стала сахарная свёкла,  которую в то время в Лифляндии не выращивали, а ввоз из российских губерний был слишком дорогим. После 1854 года мануфактура Раве была закрыта.

## Поместье Раве
Усадьба находилась неподалеку от 5-7-этажного фабричного здания.
После смерти Х. К. Раве в 1803 году поместье унаследовал его сын И. Г. Раве. После его смерти поместье сохранила его дочь Кристина Гертруда Раве, которая ранее профинансировала работу сахарной мануфактуры взносом на 2260 рублей серебром.